# Hipo i Tomàs
Hipo i Tomàs (カバトット, Kaba Totto) fou un anime emès al Japó entre 1971 i 1972, del gènere infantil i de comèdia que va tenir 300 episodis (de 3 minuts de duració cadascun). Fou produït per la companyia japonesa Tatsunoko Production.
Es va emetre a Catalunya per primer cop a l'espai Fes Flash! de TV3 el 4 de febrer de 1985, amb la sintonia inicial doblada al català. De vegades era referida pel seu nom en italià, Ippotommaso.

## Argument
Tomàs és un ocell astut que neteja l'Hipo, un afable hipopòtam. Encara que Tomàs viu en la boca gran d'Hipo, sempre actua de manera senyorial i intenta superar al seu babau amfitrió. Tanmateix, les seves necessitats bàsiques d'amistat i cooperació perduren malgrat les seves freqüents baralles. Tots dos tenen un paper primordial en aquesta sèrie còmica, breu però plena d'originalitat.